# Balansowanie akumulatorów
Balansowanie akumulatorów – proces mający na celu wyrównanie stanu naładowania poszczególnych ogniw w baterii (pakietu) celem zmaksymalizowania wykorzystania pojemności takiego pakietu oraz przedłużeniem żywotności. Szczególnie wrażliwe są baterie ogniw Litowych, których elektrochemia sprawia, że przekraczając napięcia operacyjne (ok. 2.0 – 4.2 V w zależności od typu materiału katodowego) dochodzi do nieodwracalnego uszkodzenia, a nawet do puchnięcia, wycieków elektrolitów czy zapłonu.

## Przyczyna i konsekwencje nierównomiernego rozdysponowania energii
Zazwyczaj akumulatory tworzące baterię niewiele różnią się pojemnością, jednak różnica ta po kilkukrotnym cyklu ładowania-rozładowana bez balansowania staje się istotna i dochodzi do sytuacji w której napięcie na jednym z ogniw spada poniżej bezpiecznej granicy eksploatacji. Dalsza eksploatacja jest niebezpieczna i może powodować uszkodzenie akumulatora. Maksymalna energia uzyskana z baterii w tym przypadku jest limitowana przez ogniwo o najmniejszej pojemności.

## Techniki balansowania pakietów
Napięcie akumulatora jest funkcją poziomu naładowania i rozpina się w granicach 2.0 – 4.2V
Istnieje kilka technik balansowania z udziałem mikrokontrolera, które dzielą się na:
Pasywne – Ogniwo o najwyższym stanie naładowania jest rozładowywane, zazwyczaj na rezystorze generując ciepło(tzw. Bleed Balancing)
Aktywne – Rozwiązanie stosowane dla dużych mocy w których liczy się wysoka sprawność odzyskiwania energii. Energia z akumulatora o najwyższym napięciu gromadzona jest w kondensatorze lub balansowanie następuje przy użyciu przetwornicy DC/DC która rozdziela ładunek na cały pakiet w jednej z trzech konfiguracji:
- Ogniwo-Bateria
- Bateria-Ogniwo
- Dwukierunkowo

Prądy balansowania są zazwyczaj kilku rzędów niższe niż prądy pracy.

## Zastosowania
Problem pojawia się wszędzie tam, gdzie ogniwa połączone są szeregowo. W połączeniu równoległym ogniwa balansują się samoistnie.